# مطار أرضروم
مطار أرضروم (بالتركية: Erzurum Havalimanı)‏ هو مطار عسكري وعام يخدم مدينة أرضروم في شرق تركيا. تم افتتاحه عام 1966، ويبعد 11 كم عن المدينة. تغطي صالة الركاب العامة بالمطار مساحة 5،750 م 2 وبها موقف سيارات مفتوح يتسع لـ 200 سيارة.

## شركات الطيران والوجهات
| شركـات طيـران         | الوجهات                                              |
| --------------------- | ---------------------------------------------------- |
| الأناضول جت           | مطار إيسنبوغا الدولي، Bursa، مطار صبيحة كوكجن الدولي |
| Nordwind Airlines     | موسمي عارض: مطار شيريميتييفو الدولي                  |
| خطوط بيغاسوس          | مطار إيسنبوغا الدولي، مطار صبيحة كوكجن الدولي        |
| صن إكسبريس            | مطار عدنان مندريس                                    |
| الخطوط الجوية التركية | مطار إسطنبول الدولي                                  |